# Atletica leggera ai Giochi della XVIII Olimpiade - 3000 metri siepi

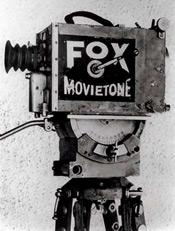
Video della Finale (durata 50")

La competizione dei 3000 metri siepi di atletica leggera ai Giochi della XVIII Olimpiade si è disputata i giorni 15 e 17 ottobre 1964 allo Stadio Nazionale di Tokyo.

## L'eccellenza mondiale
| Campione olimpico 1960 | 8'34"2      | Z. Krzyszkowiak | Rit. 1962 |
| Campione europeo 1962  | 8'32"6      | Gaston Roelants | Presente  |
| Primatista mondiale    | 8'29"6 1963 | Gaston Roelants | Presente  |
| Primatista stagionale  | 8'31"8      | Gaston Roelants | Presente  |

## Risultati

### Turni eliminatori
| 3 Batterie | 15 ottobre | 10 + 10 + 9    | Si qualificano i primi 3, più il miglior tempo. |
| Finale     | 17 ottobre | 10 concorrenti |                                                 |

### Batterie
| Pos. | Atleta              | Nazione          | Tempo  |
| ---- | ------------------- | ---------------- | ------ |
| 1    | Manuel de Oliveira  | Portogallo       | 8'40"8 |
| 2    | Ivan Bieliaiev      | Unione Sovietica | 8'42"0 |
| 3    | Ben Assou El-Ghazi  | Marocco          | 8'42"8 |
| 4    | Vic Zwolak          | Stati Uniti      | 8'43"6 |
| 5    | Zenji Okuzawa       | Giappone         | 8'50"0 |
| 6    | Slavko Špan         | Jugoslavia       | 8'57"6 |
| 7    | József Mácsár       | Ungheria         | 9'08"8 |
| 8    | Dieter Hartmann     | Germania         | 9'09"2 |
| 9    | Jean Toffey Ekonian | Costa d'Avorio   | 9'47"4 |

| Pos. | Atleta               | Nazione          | Tempo  |
| ---- | -------------------- | ---------------- | ------ |
| 1    | Maurice Herriott     | Gran Bretagna    | 8'33"0 |
| 2    | Lars-Erik Gustafsson | Svezia           | 8'34"2 |
| 3    | George Young         | Stati Uniti      | 8'34"2 |
| 4    | Guy Texereau         | Francia          | 8'34"6 |
| 5    | Lazar Naroditsky     | Unione Sovietica | 8'43"0 |
| 6    | Alfred Döring        | Germania         | 8'43"2 |
| 7    | Taketsugu Saruwatari | Giappone         | 8'46"6 |
| 8    | Edward Szklarczyk    | Polonia          | 8'48"0 |
| 9    | Labidi Ayachi        | Tunisia          | 9'02"0 |
| 10   | Cahit Önel           | Turchia          | 9'15"6 |

| Pos. | Atleta              | Nazione          | Tempo  |
| ---- | ------------------- | ---------------- | ------ |
| 1    | Adolfas Aleksejunas | Unione Sovietica | 8'31"8 |
| 2    | Gaston Roelants     | Belgio           | 8'33"8 |
| 3    | Ernie Pomfret       | Gran Bretagna    | 8'45"2 |
| 4    | Jeff Fishback       | Stati Uniti      | 8'50"2 |
| 5    | Benjamin Kogo       | Kenya            | 8'51"0 |
| 6    | Rainer Dörner       | Germania         | 8'55"0 |
| 7    | Attila Simon        | Ungheria         | 8'57"8 |
| 8    | Trevor Vincent      | Australia        | 8'58"8 |
| 9    | Saburo Yokomizo     | Giappone         | 9'04"6 |
| 10   | Dilbagh Singh Kler  | Malaysia         | 9'18"8 |

### Finale
Il belga Roelants aumenta il ritmo dopo 2 km, staccando tutti gli avversari. Il forte vantaggio accumulato gli permette di resistere al ritorno del britannico Herriot e del russo Beljajev nel finale di gara. Vince con il nuovo record olimpico.
| Pos.    | Atleta               | Età | Nazione          | Tempo  |
| ------- | -------------------- | --- | ---------------- | ------ |
| Oro     | Gaston Roelants      | 27  | Belgio           | 8'30"8 |
| Argento | Maurice Herriott     | 25  | Gran Bretagna    | 8'32"4 |
| Bronzo  | Ivan Bieliaiev       | 29  | Unione Sovietica | 8'33"8 |
| 4       | Manuel de Oliveira   | 23  | Portogallo       | 8'36"2 |
| 5       | George Young         | 27  | Stati Uniti      | 8'38"2 |
| 6       | Guy Texereau         | 29  | Francia          | 8'38"6 |
| 7       | Adolfas Aleksejunas  | 27  | Unione Sovietica | 8'39"0 |
| 8       | Lars-Erik Gustafsson | 26  | Svezia           | 8'41"8 |
| 9       | Ben Assou El-Ghazi   | 26  | Marocco          | 8'43"6 |
| 10      | Ernie Pomfret        | 23  | Gran Bretagna    | 8'43"8 |